# Gunnar Dahl
Gunnar Dahl (24 dicembre 1900 – 31 gennaio 1940) è stato un calciatore norvegese, di ruolo attaccante.

## Carriera

### Club
Dahl vestì la maglia dello Ørn. Vinse tre edizioni della Norgesmesterskapet: 1927, 1928 e 1930.

### Nazionale
Dahl giocò 4 partite per la Norvegia, con una rete all'attivo. Il 23 ottobre 1927 arrivò la sua unica marcatura, nella sconfitta per 6-2 contro la Germania.

## Palmarès

### Club

#### Competizioni nazionali
- Coppa di Norvegia: 3

Ørn: 1927, 1928, 1930